# Abdeljalil Hadda
Abdeljalil Hadda (n. 21 martie 1972, Meknès, Maroc) este un fost fotbalist marocan.
Între 1996 și 2002, Hadda a jucat 47 de meciuri și a marcat 19 goluri pentru echipa națională a Marocului. Hadda a jucat pentru naționala Marocului la Campionatul Mondial din 1998.

## Statistici
| Maroc | Maroc   | Maroc  |
| An    | Meciuri | Goluri |
| ----- | ------- | ------ |
| 1996  | 4       | 3      |
| 1997  | 5       | 1      |
| 1998  | 9       | 4      |
| 1999  | 8       | 3      |
| 2000  | 6       | 2      |
| 2001  | 11      | 4      |
| 2002  | 4       | 2      |
| Total | 47      | 19     |